# 姚培生
姚培生（1945年—），中华人民共和国前外交官，现为当代世界研究中心特邀研究员。

## 生平
1964年考取北京外国语学院，毕业后被分配到外交部工作。1973年作为随行官员被派往中国驻前苏联大使馆，先后从事行政和研究工作。
1994年，任中华人民共和国驻吉尔吉斯斯坦大使。1997年，任中华人民共和国驻拉脱维亚大使。1999年，任中华人民共和国驻哈萨克斯坦大使。2003年，任中华人民共和国驻乌克兰大使。
2006年退休。2009年至2012年为中央电视台俄语频道定稿专家。2010年担任上海世博会中国政府副总代表。现为中国亚非交流协会理事，中国国际问题研究基金会研究员（外交部）。兼任当代世界研究中心特邀研究员（中联部）。

## 作品
- 姚培生. . 中亚信息. 2016年, (第7期): 15. ISSN 1007-4295.
- 姚培生. . 当代世界. 2015年, (第10期): 66–69. ISSN 1006-4206.
- 姚培生. . 百年潮. 2008年, (第9期): 43–46. ISSN 1007-4295.